# Beside the Dying Fire
"Beside the Dying Fire" é o décimo terceiro episódio da segunda temporada da série de televisão de terror pós-apocalíptico The Walking Dead. Foi originalmente exibido pelo canal de televisão AMC nos Estados Unidos em 18 de março de 2012, e no Brasil, em 20 de março do mesmo ano, no canal Fox Brasil. O episódio foi escrito por Robert Kirkman, Glen Mazzara e dirigido por Ernest Dickerson. No episódio, uma enorme horda de zumbis invade a fazenda de Hershel Greene, perseguindo Rick Grimes (Andrew Lincoln) e o grupo de Hershel fora das instalações. Enquanto isso, Andrea (Laurie Holden) é separada do grupo, deixando-a para lutar contra os zumbis.
Temas como romance, morte e sobrevivência prevalecem em "Beside the Dying Fire". Ele é visto como um ponto de viragem para o desenvolvimento de vários personagens no show e flashbacks para várias revelações anteriores da série. "Beside the Dying Fire" apresenta a estréia da protagonista Michonne, uma personagem que tem sido destaque nos quadrinhos de mesmo nome, e introduz a prisão que, nos quadrinhos, foi o local de mais longa duração para os sobreviventes. A produção para o episódio aconteceu durante aproximadamente oito dias.